# Pierre Aubert (homme politique)
Pour les articles homonymes, voir Aubert et Pierre Aubert.
À ne pas confondre avec Pierre Aubert (1929-2023), homme politique suisse d'origine vaudoise.
Pierre Aubert, né le 3 mars 1927 à La Chaux-de-Fonds et mort le 8 juin 2016 à Neuchâtel, est un homme politique suisse, membre du Parti socialiste. Il est conseiller fédéral de 1978 à 1987 et président de la Confédération en 1983 et 1987.

## Études et carrière
Pierre Aubert effectue des études de droit à l’université de Neuchâtel, où il est membre de la Section neuchâteloise de la Société suisse de étudiants de Zofingue. Il devient avocat à La Chaux-de-Fonds en 1952 et se spécialise dans le droit pénal. Il défend plusieurs causes avec succès en cour d'assises.
Sa carrière politique commence avec une élection au Conseil général de La Chaux-de-Fonds en 1960 où il siégera jusqu'en 1968. Il est élu en 1961 au Grand Conseil du canton de Neuchâtel où il siège jusqu’en 1975. Il préside le Grand Conseil en 1969/1970. Il est élu député au Conseil des États en 1971 et réélu en 1975.
De 1974 à 1977, est l’un des douze représentants suisses à l’Assemblée parlementaire du Conseil de l'Europe. Membre de la commission des affaires politiques, il en est le rapporteur et traite à ce titre notamment de l’admission du Portugal dans l'organisation de Strasbourg,.
De 1971 à 1977, il préside le Conseil de l'université de Neuchâtel. Il est également vice-président du comité central de l'Association Suisse-Israël.

## Conseiller fédéral

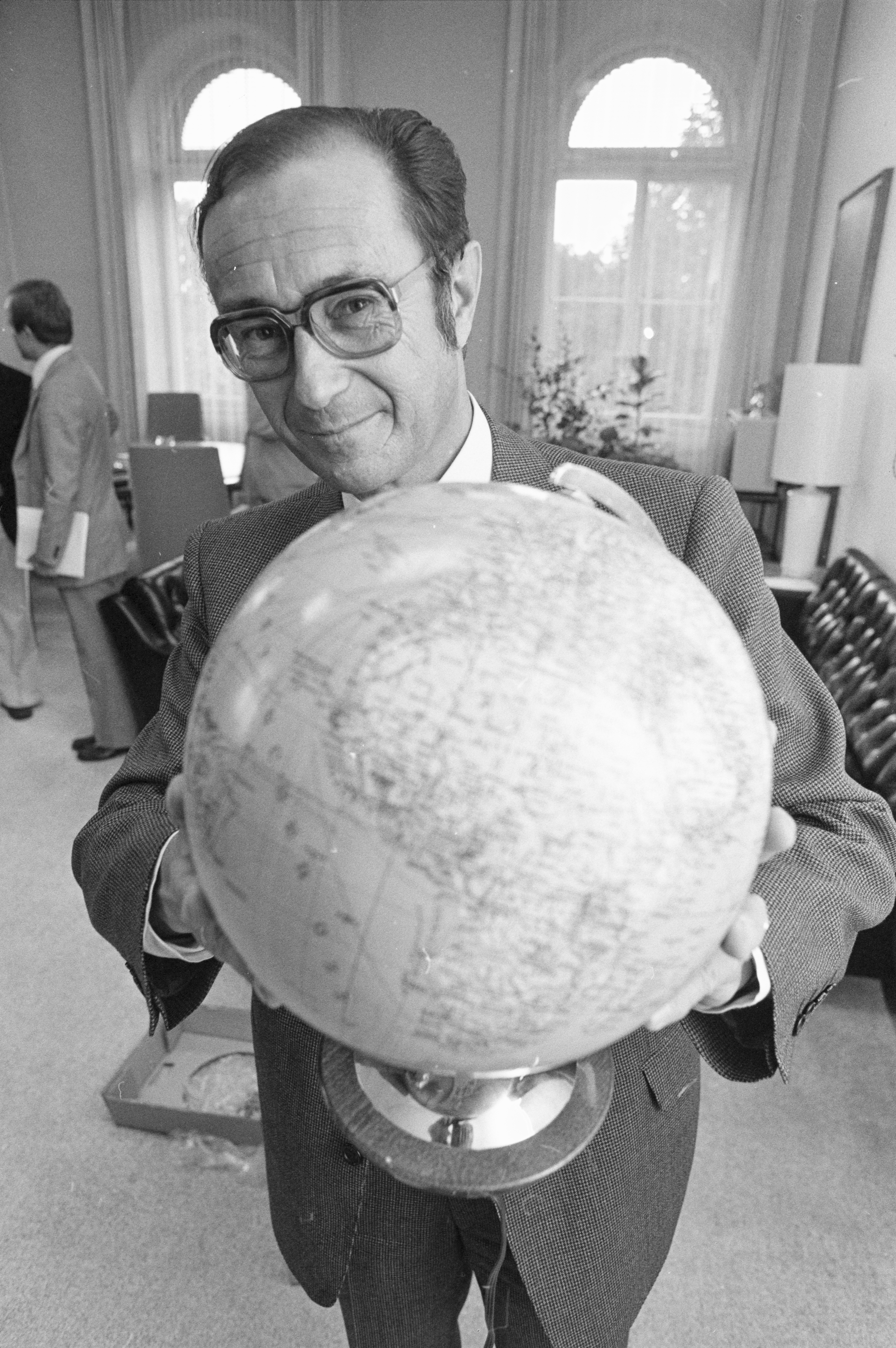
Pierre Aubert, en 1978.

Pierre Aubert est élu au Conseil fédéral le 7 décembre 1977, devenant le 88e conseiller fédéral de l'histoire[réf. nécessaire]. Il est responsable du Département politique rebaptisé depuis Département des affaires étrangères dès le 1er février 1978. Il s’efforce de mener une politique étrangère de neutralité active, comme l'avaient fait Max Petitpierre et Pierre Graber avant lui.
Il est le premier responsable des affaires étrangères à définir une politique suisse des droits de l’homme. Il effectue une visite en Afrique en 1979 et signe un communiqué condamnant l’apartheid avec le président du Nigeria, ce qui lui vaut la critique des milieux nationalistes,. Il est aussi le premier chef de la diplomatie à établir des relations officielles avec l’OLP et reçoit Farouk Kaddhoumi le 14 juillet 1981 à Berne,. En 1981, il préside pendant six mois le Conseil des Ministres du Conseil de l'Europe.

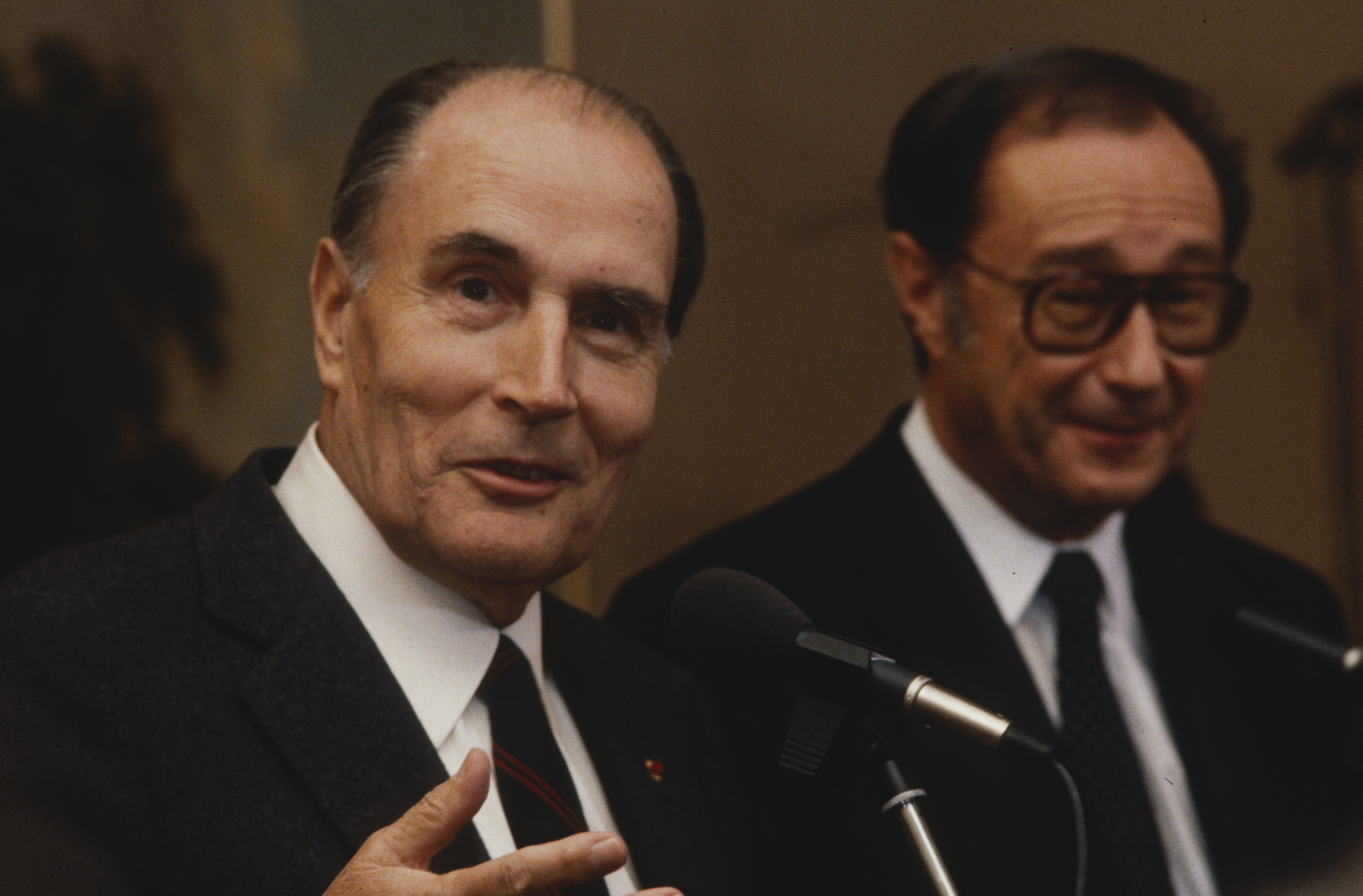
François Mitterrand et Pierre Aubert, lors de la visite d'État en Suisse du président français en 1983.

En 1983, alors qu'il préside la Confédération, il reçoit le président français François Mitterrand. En 1985, ce dernier se rend également à Auvernier, le village où Pierre Aubert, qui y réside, l'a invité pour une visite privée. Le président français conduit lui-même la voiture depuis Les Verrières jusqu'au bord du Lac de Neuchâtel, démarche qui suscite l'étonnement des personnalités présentes dont Roland Dumas.
Pierre Aubert défend en vain l’adhésion de la Suisse à l’ONU qui est repoussée par 76 % des électeurs en 1986.
Il est à nouveau président de la Confédération suisse en 1987.
Il meurt le 8 juin 2016 à l'âge de 89 ans.

## Distinctions
- Grand officier de la Légion d'honneur[1]
- Grand-croix de l'ordre du Mérite de la République italienne[1]
- Ordre de Mai de la République argentine[10]

## Famille
Pierre Aubert est le beau-père de l'ambassadeur Armin Ritz et le cousin du constitutionnaliste Jean-François Aubert. Son épouse Annelise est décédée en 2006.